# Голям-Поровец
Голям-Поровец (болг. Голям Поровец) — село в Болгарии. Находится в Разградской области, входит в общину Исперих. Население составляет 606 человек.

## Политическая ситуация
В местном кметстве Голям-Поровец, в состав которого входит Голям-Поровец, должность кмета (старосты) исполняет Терджан  Хакыев Алиев (Движение за права и свободы (ДПС)) по результатам выборов.
Кмет (мэр) общины Исперих — Адил Ахмед Решидов (Движение за права и свободы (ДПС)) по результатам выборов.